# Eugeniusz Milnikiel

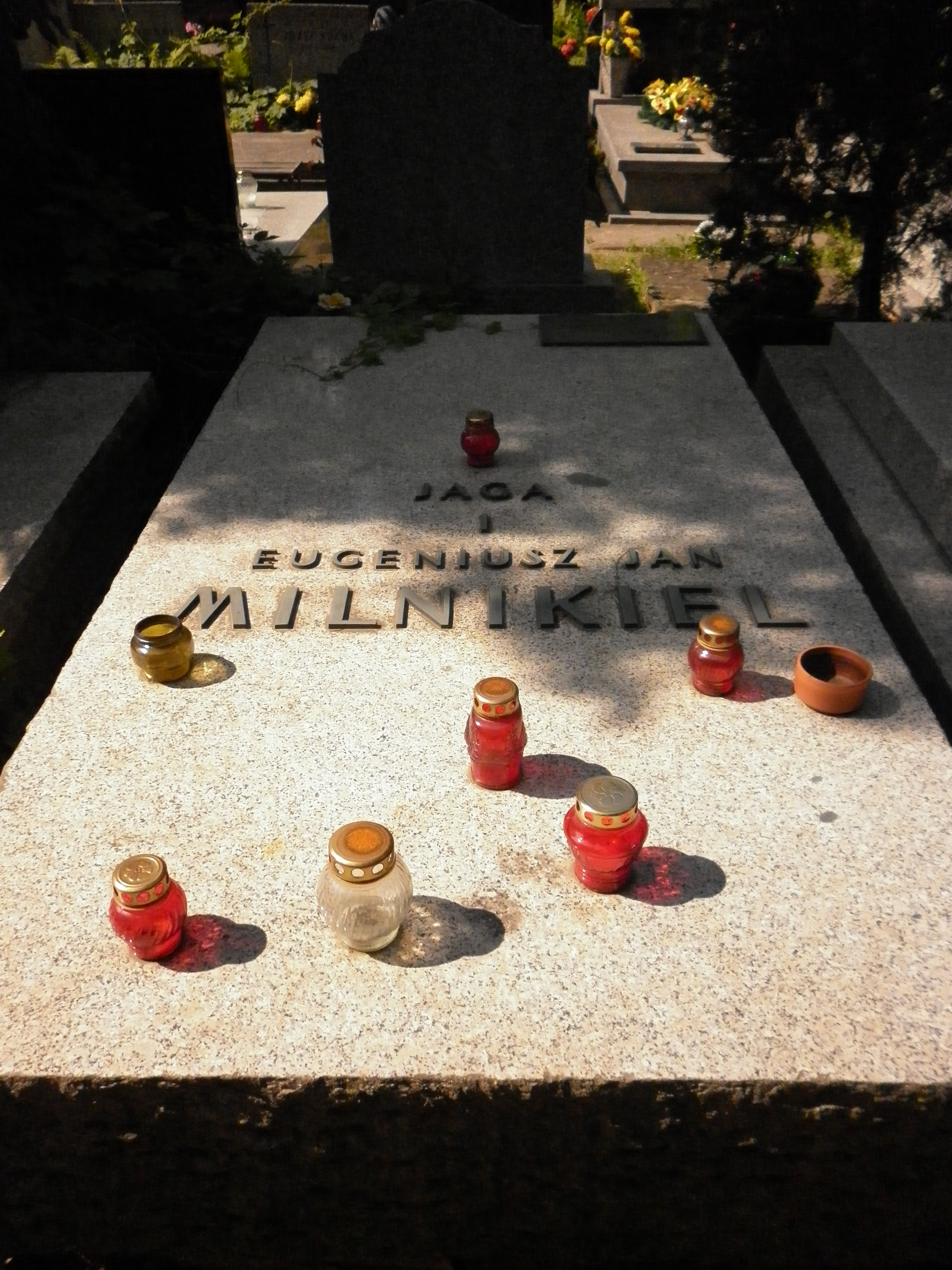
Grób Eugeniusza Milnikiela na cmentarzu Wojskowym na Powązkach w Warszawie

Eugeniusz Jan Milnikiel (ur. 10 maja 1905 we Wręczycy, pow. częstochowski, zm. 2 maja 1969 w Warszawie) – polski dyplomata, ambasador PRL w Wielkiej Brytanii (1953–1960).

## Życiorys
Był uczestnikiem III powstania śląskiego. W latach 1946–1948 pełnił obowiązki Chargé d’affaires w Afganistanie, następnie był m.in. dyrektorem departamentu w MSZ, posłem w Ottawie i Sztokholmie oraz ambasadorem w Wielkiej Brytanii (1953–1960).
Jego córką była Irena Milnikiel-Dobrowolska, pływaczka, olimpijka z Helsinek 1952.
Pochowany na cmentarzu Wojskowym na Powązkach (kwatera A32-3-15).

## Ordery i odznaczenia
- Krzyż Komandorski Orderu Odrodzenia Polski (22 lipca 1951)[4]
- Krzyż Oficerski Orderu Odrodzenia Polski (dwukrotnie: 18 grudnia 1945[5], 19 lipca 1946[6])